# Честер (Вірджинія)
Честер (англ. Chester) — переписна місцевість (CDP) в США, в окрузі Честерфілд штату Вірджинія. Населення — 23 414 особи (2020).

## Географія
Честер розташований за координатами 37°21′7″ пн. ш. 77°26′1″ зх. д. / 37.35194° пн. ш. 77.43361° зх. д. (37.352045, -77.433695).  За даними Бюро перепису населення США в 2010 році переписна місцевість мала площу 34,39 км², з яких 34,08 км² — суходіл та 0,31 км² — водойми.

## Демографія
Згідно з переписом 2010 року, у переписній місцевості мешкало 20 987 осіб у 7985 домогосподарствах у складі 5819 родин. Густота населення становила 610 осіб/км².  Було 8320 помешкань (242/км²).
Расовий склад населення:
| - 71,0 % — білих - 19,5 % — чорних або афроамериканців - 2,2 % — азіатів - 0,5 % — корінних американців - 0,1 % — вихідців з тихоокеанських островів - 4,0 % — осіб інших рас |

До двох чи більше рас належало 2,7 %. Частка іспаномовних становила 8,4 % від усіх жителів.
За віковим діапазоном населення розподілялося таким чином: 26,7 % — особи молодші 18 років, 62,1 % — особи у віці 18—64 років, 11,2 % — особи у віці 65 років та старші. Медіана віку мешканця становила 37,1 року. На 100 осіб жіночої статі у переписній місцевості припадало 91,9 чоловіків;  на 100 жінок у віці від 18 років та старших — 86,7 чоловіків також старших 18 років.
Середній дохід на одне домашнє господарство  становив 74 640 доларів США (медіана — 64 172), а середній дохід на одну сім'ю — 84 327 доларів (медіана — 72 357). Медіана доходів становила 52 363 долари для чоловіків та 43 684 долари для жінок. За межею бідності перебувало 9,6 % осіб, у тому числі 12,4 % дітей у віці до 18 років та 6,7 % осіб у віці 65 років та старших.
Цивільне працевлаштоване населення становило 10 476 осіб. Основні галузі зайнятості: освіта, охорона здоров'я та соціальна допомога — 18,3 %, науковці, спеціалісти, менеджери — 13,2 %, роздрібна торгівля — 11,9 %.